# Campeonato Mundial de Media Maratón de 2000
El Campeonato Mundial de Media Maratón Veracruz 2000 fue una competición de media maratón organizada por la Asociación Internacional de Federaciones de Atletismo (IAAF en inglés). La novena edición tuvo lugar el 12 de noviembre de 2000 en la ciudad de Veracruz, México. Contó con la participación de 182 atletas provenientes de 52 países. La carrera femenina comenzó a las 08:00 tiempo local, mientras que la masculina dio inicio a las 09:30 horas.

## Medallero
| Evento                  | Oro                                 | Plata                         | Bronce                          |
| ----------------------- | ----------------------------------- | ----------------------------- | ------------------------------- |
| Individual              |                                     |                               |                                 |
| Media maratón masculina | Paul Tergat Kenia 1:03:47           | Faustin Baha Tanzania 1:03:48 | Tesfaye Jifar Etiopía 1:03:50   |
| Media maratón femenina  | Paula Radcliffe Reino Unido 1:09:07 | Susan Chepkemei Kenia 1:09:40 | Lidia Simon · Rumania · 1:10:24 |
| Por equipos             |                                     |                               |                                 |
| Media maratón masculina | Kenia 3:11:38                       | Etiopía 3:14:45               | Bélgica · 3:18:35               |
| Media maratón femenina  | Rumania · 3:34:22                   | Japón 3:36:25                 | Rusia · 3:45:41                 |

## Resultados

### Media maratón masculina
Los resultados de la carrera de media maratón masculina fueron los siguientes:
| Pos.                                | Nombre                    | País                     | Tiempo  | Notas         |
| ----------------------------------- | ------------------------- | ------------------------ | ------- | ------------- |
| Medalla de oro, Juegos Olímpicos    | Paul Tergat               | Kenia                    | 1:03:47 |               |
| Medalla de plata, Juegos Olímpicos  | Faustin Baha              | Tanzania                 | 1:03:48 |               |
| Medalla de bronce, Juegos Olímpicos | Tesfaye Jifar             | Etiopía                  | 1:03:50 |               |
| 4                                   | Joseph Kimani             | Kenia                    | 1:03:52 |               |
| 5                                   | David Ruto                | Kenia                    | 1:03:59 |               |
| 6                                   | John Gwako                | Kenia                    | 1:04:16 |               |
| 7                                   | Zebedayo Bayo             | Tanzania                 | 1:04:25 |               |
| 8                                   | Óscar Fernández           | España                   | 1:04:25 |               |
| 9                                   | Marco Mazza               | Italia                   | 1:04:26 |               |
| 10                                  | Noureddine Betim          | Argelia                  | 1:04:40 |               |
| 11                                  | Toshiyuki Hayata          | Japón                    | 1:04:55 |               |
| 12                                  | Ibrahim Seid              | Etiopía                  | 1:05:19 |               |
| 13                                  | Faustino Reynoso          | México                   | 1:05:34 |               |
| 14                                  | Gemechu Kebede            | Etiopía                  | 1:05:36 |               |
| 15                                  | Koen Allaert              | Bélgica                  | 1:05:41 |               |
| 16                                  | Mohamed Awol              | Etiopía                  | 1:05:51 |               |
| 17                                  | Clint Verran              | Estados Unidos           | 1:05:56 |               |
| 18                                  | Satoshi Irifune           | Japón                    | 1:06:08 |               |
| 19                                  | George Mofokeng           | Sudáfrica                | 1:06:12 |               |
| 20                                  | Bethuel Netshifhefhe      | Sudáfrica                | 1:06:18 |               |
| 21                                  | Guy Fays                  | Bélgica                  | 1:06:21 |               |
| 22                                  | Jussi Utriainen           | Finlandia                | 1:06:25 |               |
| 23                                  | Diego Colorado            | Colombia                 | 1:06:27 |               |
| 24                                  | Christian Nemeth          | Bélgica                  | 1:06:33 |               |
| 25                                  | João Lopes                | Portugal                 | 1:06:33 |               |
| 26                                  | José de Souza             | Brasil                   | 1:06:37 |               |
| 27                                  | El-Arbi Khattabi          | Marruecos                | 1:06:43 |               |
| 28                                  | Ronny Ligneel             | Bélgica                  | 1:06:49 |               |
| 29                                  | Mohamed Serbouti          | Francia                  | 1:07:01 |               |
| 30                                  | Antonio Peña              | España                   | 1:07:11 |               |
| 31                                  | Fidencio Torres           | México                   | 1:07:15 |               |
| 32                                  | Migidio Bourifa           | Italia                   | 1:07:17 |               |
| 33                                  | Mostafa Errebbah          | Marruecos                | 1:07:19 |               |
| 34                                  | Rachid Aït Bensalem       | Marruecos                | 1:07:23 |               |
| 35                                  | Janne Holmén              | Finlandia                | 1:07:32 |               |
| 36                                  | Daniele Caimmi            | Italia                   | 1:07:38 |               |
| 37                                  | Andrew Letherby           | Australia                | 1:07:38 |               |
| 38                                  | Jun Shida                 | Japón                    | 1:07:41 |               |
| 39                                  | Herder Vázquez            | Colombia                 | 1:07:55 |               |
| 40                                  | Motsehi Moeketsane        | Sudáfrica                | 1:07:58 |               |
| 41                                  | Scott Westcott            | Australia                | 1:08:04 |               |
| 42                                  | Stéphane Hannot           | Francia                  | 1:08:08 |               |
| 43                                  | Shaun Creighton           | Australia                | 1:08:12 |               |
| 44                                  | Abdelhadi Habassa         | Marruecos                | 1:08:16 |               |
| 45                                  | Amar Dahbi                | Argelia                  | 1:08:17 |               |
| 46                                  | Andrés Espinosa           | México                   | 1:08:23 |               |
| 47                                  | Dale Warrender            | Nueva Zelanda            | 1:08:31 |               |
| 48                                  | Iván Sánchez              | España                   | 1:08:36 |               |
| 49                                  | Frédéric Collignon        | Bélgica                  | 1:08:45 |               |
| 50                                  | Saïd Belhout              | Argelia                  | 1:08:46 |               |
| 51                                  | Zarislav Gapeyenko        | Bielorrusia              | 1:08:57 |               |
| 52                                  | Matthew Vaux-Harvey       | Reino Unido              | 1:09:20 |               |
| 53                                  | Denis Curzi               | Italia                   | 1:09:36 |               |
| 54                                  | Thabiso Moqhali           | Lesoto                   | 1:09:46 | Personal Best |
| 55                                  | Álvaro Neuta              | Colombia                 | 1:09:47 |               |
| 56                                  | Teddy Mitchell            | Estados Unidos           | 1:09:48 |               |
| 57                                  | Todd Reeser               | Estados Unidos           | 1:09:52 |               |
| 58                                  | Johnny Loría              | Costa Rica               | 1:09:58 |               |
| 59                                  | Ernest Ndjissipou         | República Centroafricana | 1:10:13 |               |
| 60                                  | Abdel Krim Benzai         | Argelia                  | 1:10:21 |               |
| 61                                  | Brahim El-Ghazali         | Francia                  | 1:10:33 |               |
| 62                                  | Vladimir Tsyamchik        | Bielorrusia              | 1:10:41 |               |
| 63                                  | Siphesihle Mdluli         | Suazilandia              | 1:10:43 |               |
| 64                                  | Makhosonke Fika           | Sudáfrica                | 1:11:08 |               |
| 65                                  | Marco Antonio Condori     | Bolivia                  | 1:11:21 |               |
| 66                                  | Pat Carroll               | Australia                | 1:11:28 |               |
| 67                                  | Ivica Škopac              | Croacia                  | 1:11:40 |               |
| 68                                  | Leonardo Guedes           | Brasil                   | 1:11:49 |               |
| 69                                  | Dieudonné Disi            | Ruanda                   | 1:11:52 |               |
| 70                                  | Nick Wetheridge           | Reino Unido              | 1:12:00 |               |
| 71                                  | Ronald Arias              | El Salvador              | 1:12:04 |               |
| 72                                  | Jeff Campbell             | Estados Unidos           | 1:12:06 |               |
| 73                                  | Jiří Hnilička             | República Checa          | 1:12:23 |               |
| 74                                  | Juan Ramos                | Guatemala                | 1:13:02 |               |
| 75                                  | Elisvaldo de Carvalho     | Brasil                   | 1:13:27 |               |
| 76                                  | Drago Paripović           | Croacia                  | 1:13:28 |               |
| 77                                  | Simón Alvarado            | Panamá                   | 1:13:30 |               |
| 78                                  | Percy Sephoda             | Lesoto                   | 1:13:42 |               |
| 79                                  | Andrey Gordeyev           | Bielorrusia              | 1:13:52 |               |
| 80                                  | Simon Labiche             | Seychelles               | 1:14:15 |               |
| 81                                  | Nick Jones                | Reino Unido              | 1:14:23 |               |
| 82                                  | Tau Khotso                | Lesoto                   | 1:14:54 |               |
| 83                                  | Leonid Pykhteyev          | Kirguistán               | 1:15:12 |               |
| 84                                  | Edwin Medina              | Puerto Rico              | 1:15:25 |               |
| 85                                  | Kim Reynierse             | Aruba                    | 1:15:58 |               |
| 86                                  | Tatsumi Morimasa          | Japón                    | 1:16:19 |               |
| 87                                  | Nedeljko Ravić            | Croacia                  | 1:16:35 |               |
| 88                                  | Gonzalo Iquite            | Guatemala                | 1:16:50 |               |
| 89                                  | Parakhat Kurtgeldiyev     | Turkmenistán             | 1:17:04 |               |
| 90                                  | Khalid Al-Estashi         | Yemen                    | 1:17:11 |               |
| 91                                  | Freddy Nystad             | Aruba                    | 1:17:36 |               |
| 92                                  | Lee Kar Lun               | Hong Kong                | 1:18:11 |               |
| 93                                  | Khasan Rakhimov           | Uzbekistán               | 1:18:19 |               |
| 94                                  | Mohamed Al-Khawlani       | Yemen                    | 1:18:36 |               |
| 95                                  | Vasiliy Medvedev          | Uzbekistán               | 1:19:40 |               |
| 96                                  | Djamched Rasulov          | Tayikistán               | 1:20:04 |               |
| 97                                  | Sergey Zabavskiy          | Tayikistán               | 1:22:25 |               |
| 98                                  | Richard Rodríguez         | Aruba                    | 1:24:32 |               |
| 99                                  | Chokirjon Irmatov         | Tayikistán               | 1:30:35 |               |
| 100                                 | Fouad Obad                | Yemen                    | 2:55:54 |               |
| —                                   | Azzedine Sakhri           | Argelia                  | DNF     |               |
| —                                   | Vahagn Hovanesyan         | Armenia                  | DNF     |               |
| —                                   | Hayk Khojumyan            | Armenia                  | DNF     |               |
| —                                   | Alvin Ras                 | Aruba                    | DNF     |               |
| —                                   | Marco Ivan Condori        | Bolivia                  | DNF     |               |
| —                                   | Israel dos Anjos          | Brasil                   | DNF     |               |
| —                                   | Manuel Peñaherrera        | Ecuador                  | DNF     |               |
| —                                   | Néstor Quinapanta         | Ecuador                  | DNF     |               |
| —                                   | Abdellah Béhar            | Francia                  | DNF     |               |
| —                                   | Moulay Ali Ouadih         | Francia                  | DNF     |               |
| —                                   | Fermín Sequén             | Guatemala                | DNF     |               |
| —                                   | Giuliano Battocletti      | Italia                   | DNF     |               |
| —                                   | Philip Rugut              | Kenia                    | DNF     |               |
| —                                   | Denis Bagrev              | Kirguistán               | DNF     |               |
| —                                   | Arkadiy Tolstyn / Nikitin | Kirguistán               | DNF     |               |
| —                                   | David Galván              | México                   | DNF     |               |
| —                                   | Enrique Montiel           | México                   | DNF     |               |
| —                                   | Joseph Nsengiyumya        | Ruanda                   | DNF     |               |
| —                                   | Aarón Gabonewe            | Sudáfrica                | DNF     |               |
| —                                   | Jerry Lawson              | Estados Unidos           | DNF     |               |
| —                                   | Yevgeniy Nujdin           | Uzbekistán               | DNF     |               |
| —                                   | Franklin Tenorio          | Ecuador                  | DNS     |               |

### Media maratón femenina
Los resultados de la carrera de media maratón femenina fueron los siguientes:
| Pos.                                | Nombre                  | País            | Tiempo  | Notas |
| ----------------------------------- | ----------------------- | --------------- | ------- | ----- |
| Medalla de oro, Juegos Olímpicos    | Paula Radcliffe         | Reino Unido     | 1:09:07 |       |
| Medalla de plata, Juegos Olímpicos  | Susan Chepkemei         | Kenia           | 1:09:40 |       |
| Medalla de bronce, Juegos Olímpicos | Lidia Simon             | Rumania         | 1:10:24 |       |
| 4                                   | Mizuki Noguchi          | Japón           | 1:11:11 |       |
| 5                                   | Pamela Chepchumba       | Kenia           | 1:11:33 |       |
| 6                                   | Mihaela Botezan         | Rumania         | 1:11:52 |       |
| 7                                   | Cristina Pomacu         | Rumania         | 1:12:06 |       |
| 8                                   | Yukiko Okamoto          | Japón           | 1:12:20 |       |
| 9                                   | Yasuko Hashimoto        | Japón           | 1:12:54 |       |
| 10                                  | Milena Glusac           | Estados Unidos  | 1:13:53 |       |
| 11                                  | Lidiya Grigoryeva       | Rusia           | 1:14:26 |       |
| 12                                  | Stine Larsen            | Noruega         | 1:14:39 |       |
| 13                                  | Galina Aleksandrova     | Rusia           | 1:15:02 |       |
| 14                                  | Selma dos Reis          | Brasil          | 1:15:16 |       |
| 15                                  | Wilma van Onna          | Países Bajos    | 1:15:17 |       |
| 16                                  | Fumi Murata             | Japón           | 1:15:52 |       |
| 17                                  | Aster Demissie          | Etiopía         | 1:15:52 |       |
| 18                                  | María Luisa Muñoz       | España          | 1:15:54 |       |
| 19                                  | Sarah Wilkinson         | Reino Unido     | 1:15:55 |       |
| 20                                  | Abebe Tola              | Etiopía         | 1:15:59 |       |
| 21                                  | Gitte Karlshøj          | Dinamarca       | 1:16:01 |       |
| 22                                  | Zinaida Semyonova       | Rusia           | 1:16:13 |       |
| 23                                  | Kristin Beaney          | Estados Unidos  | 1:16:20 |       |
| 24                                  | Rocío Ríos              | España          | 1:16:25 |       |
| 25                                  | Annemette Jensen        | Dinamarca       | 1:16:26 |       |
| 26                                  | Carlien Cornelissen     | Sudáfrica       | 1:16:27 |       |
| 27                                  | Meseret Kotu            | Etiopía         | 1:16:29 |       |
| 28                                  | Hafida Gadi-Richard     | Francia         | 1:16:45 |       |
| 29                                  | Shireen Crumpton        | Nueva Zelanda   | 1:16:48 |       |
| 30                                  | Silvia Skvortsova       | Rusia           | 1:16:57 |       |
| 31                                  | Alina Tecuţă / Gherasim | Rumania         | 1:17:16 |       |
| 32                                  | Dorota Gruca-Giezek     | Polonia         | 1:17:27 |       |
| 33                                  | Margaríta Tapía         | México          | 1:17:34 |       |
| 34                                  | Jana Klimešová          | República Checa | 1:18:06 |       |
| 35                                  | Shelly Steely           | Estados Unidos  | 1:18:50 |       |
| 36                                  | Theresa du Toit         | Sudáfrica       | 1:19:15 |       |
| 37                                  | Dulce María Rodríguez   | México          | 1:19:23 |       |
| 38                                  | Sibongile Ngcongwane    | Sudáfrica       | 1:19:44 |       |
| 39                                  | Leila Aman              | Etiopía         | 1:19:49 |       |
| 40                                  | Liliana Merlo           | México          | 1:19:58 |       |
| 41                                  | Nuta Olaru              | Rumania         | 1:20:00 |       |
| 42                                  | Kelly Keeler            | Estados Unidos  | 1:21:51 |       |
| 43                                  | Souad Aït Salem         | Argelia         | 1:22:33 |       |
| 44                                  | Nili Avramski           | Israel          | 1:22:58 |       |
| 45                                  | Andrea Green            | Reino Unido     | 1:24:53 |       |
| 46                                  | Catherine Maapela       | Sudáfrica       | 1:27:08 |       |
| 47                                  | Lourdes Cruz            | Puerto Rico     | 1:27:59 |       |
| 48                                  | Kristinka Marković      | Croacia         | 1:29:11 |       |
| 49                                  | Elsa Monterroso         | Guatemala       | 1:30:30 |       |
| 50                                  | Angelina Cornelio       | Guatemala       | 1:30:57 |       |
| 51                                  | Herlinda Xol            | Guatemala       | 1:32:09 |       |
| 52                                  | Tijana Pavičić          | Croacia         | 1:33:45 |       |
| 53                                  | Slavica Brčić           | Croacia         | 1:38:33 |       |
| 54                                  | Anna Markelova          | Turkmenistán    | 1:41:58 |       |
| —                                   | Josiane Aboungono       | Gabón           | DNF     |       |
| —                                   | Adriana Fernández       | México          | DNF     |       |
| —                                   | Omara Loza              | Nicaragua       | DNF     |       |
| —                                   | Sandra Arroyo           | Puerto Rico     | DNF     |       |
| —                                   | Louisa Leballo          | Sudáfrica       | DNF     |       |
| —                                   | Leyla Dzhumayeva        | Turkmenistán    | DNF     |       |
| —                                   | Kelly Cordell           | Estados Unidos  | DNF     |       |
| —                                   | Wilma Guerra            | Ecuador         | DNS     |       |

## Resultados por equipos

### Media maratón masculina
La clasificación final por equipos de la carrera de media maratón masculina fue la siguiente:
| Pos.                                | País           | Equipo                                                  | Tiempo  |
| ----------------------------------- | -------------- | ------------------------------------------------------- | ------- |
| Medalla de oro, Juegos Olímpicos    | Kenia          | Paul Tergat Joseph Kimani David Ruto                    | 3:11:38 |
| Medalla de plata, Juegos Olímpicos  | Etiopía        | Tesfaye Jifar Ibrahim Seid Gemechu Kebede               | 3:14:45 |
| Medalla de bronce, Juegos Olímpicos | Bélgica        | Koen Allaert Guy Fays Christian Nemeth                  | 3:18:35 |
| 4                                   | Japón          | Toshiyuki Hayata Satoshi Irifune Jun Shida              | 3:18:44 |
| 5                                   | Italia         | Marco Mazza Migidio Bourifa Daniele Caimmi              | 3:19:21 |
| 6                                   | España         | Óscar Fernández Antonio Peña Iván Sánchez               | 3:20:12 |
| 7                                   | Sudáfrica      | George Mofokeng Bethuel Netshifhefhe Motsehi Moeketsane | 3:20:28 |
| 8                                   | México         | Faustino Reynoso Fidencio Torres Andrés Espinosa        | 3:21:12 |
| 9                                   | Marruecos      | El-Arbi Khattabi Mostafa Errebbah Rachid Aït Bensalem   | 3:21:25 |
| 10                                  | Argelia        | Noureddine Betim Amar Dahbi Saïd Belhout                | 3:21:43 |
| 11                                  | Australia      | Andrew Letherby Scott Westcott Shaun Creighton          | 3:23:54 |
| 12                                  | Colombia       | Diego Colorado Herder Vázquez Álvaro Neuta              | 3:24:09 |
| 13                                  | Estados Unidos | Clint Verran Teddy Mitchell Todd Reeser                 | 3:25:36 |
| 14                                  | Francia        | Mohamed Serbouti Stéphane Hannot Brahim El-Ghazali      | 3:25:42 |
| 15                                  | Brasil         | José de Souza Leonardo Guedes Elisvaldo de Carvalho     | 3:31:53 |
| 16                                  | Bielorrusia    | Zarislav Gapeyenko Vladimir Tsyamchik Andrey Gordeyev   | 3:33:30 |
| 17                                  | Reino Unido    | Matthew Vaux-Harvey Nick Wetheridge Nick Jones          | 3:35:43 |
| 18                                  | Lesoto         | Thabiso Moqhali Percy Sephoda Tau Khotso                | 3:38:22 |
| 19                                  | Croacia        | Ivica Škopac Drago Paripović Nedeljko Ravić             | 3:41:43 |
| 20                                  | Aruba          | Kim Reynierse Freddy Nystad Richard Rodríguez           | 3:58:06 |
| 21                                  | Tayikistán     | Djamched Rasulov Sergey Zabavskiy Chokirjon Irmatov     | 4:13:04 |
| 22                                  | Yemen          | Khalid Al-Estashi Mohamed Al-Khawlani Fouad Obad        | 2:38:42 |
| —                                   | Guatemala      | Juan Ramos Gonzalo Iquite Fermín Sequén                 | DNF     |
| —                                   | Kirguistán     | Leonid Pykhteyev Denis Bagrev Arkadiy Tolstyn / Nikitin | DNF     |
| —                                   | Uzbekistán     | Khasan Rakhimov Vasiliy Medvedev Yevgeniy Nujdin        | DNF     |

### Media maratón femenina
La clasificación final por equipos de la carrera de media maratón femenina fue la siguiente:
| Pos.                                | País           | Equipo                                                   | Tiempo  |
| ----------------------------------- | -------------- | -------------------------------------------------------- | ------- |
| Medalla de oro, Juegos Olímpicos    | Rumania        | Lidia Simon Mihaela Botezan Cristina Pomacu              | 3:34:22 |
| Medalla de plata, Juegos Olímpicos  | Japón          | Mizuki Noguchi Yukiko Okamoto Yasuko Hashimoto           | 3:36:25 |
| Medalla de bronce, Juegos Olímpicos | Rusia          | Lidiya Grigoryeva Galina Aleksandrova Zinaida Semyonova  | 3:45:41 |
| 4                                   | Etiopía        | Aster Demissie Abebe Tola Meseret Kotu                   | 3:48:20 |
| 5                                   | Estados Unidos | Milena Glusac Kristin Beaney Shelly Steely               | 3:49:03 |
| 6                                   | Reino Unido    | Paula Radcliffe Sarah Wilkinson Andrea Verde             | 3:49:55 |
| 7                                   | Sudáfrica      | Carlien Cornelissen Theresa du Toit Sibongile Ngcongwane | 3:55:26 |
| 8                                   | México         | Margarita Tapia Dulce María Rodríguez Liliana Merlo      | 3:56:55 |
| 9                                   | Guatemala      | Elsa Monterroso Angelina Cornelio Herlinda Xol           | 4:33:36 |
| 10                                  | Croacia        | Kristinka Marković Tijana Pavičić Slavica Brčić          | 4:41:29 |

## Participación
El evento contó con la participación de 182 atletas (121 hombres y 61 mujeres) provenientes de 52 países.
- Argelia
- Armenia
- Aruba
- Australia
- Bielorrusia
- Bélgica
- Bolivia
- Brasil
- Colombia
- Costa Rica
- Croacia
- Dinamarca
- Ecuador
- El Salvador
- España
- Estados Unidos
- Etiopía
- Finlandia
- Francia
- Gabón
- Guatemala
- Hong Kong
- Israel
- Italia
- Japón
- Kenia
- Kirguistán
- Lesoto
- Marruecos
- México
- Nueva Zelanda
- Nicaragua
- Noruega
- Países Bajos
- Panamá
- Polonia
- Portugal
- Puerto Rico
- Reino Unido
- República Centroafricana
- República Checa
- Rumania
- Rusia
- Ruanda
- Seychelles
- Sudáfrica
- Suazilandia
- Tayikistán
- Tanzania
- Turkmenistán
- Uzbekistán
- Yemen